# Élection présidentielle serbe de 2012
Le premier tour de l'élection présidentielle serbe de 2012 (en serbe cyrillique : Избори за председника Републике Србије 2012. et Izbori za predsednika Republike Srbije 2012.) a eu lieu le 6 mai 2012, en même temps que les élections législatives et les élections locales. Le second tour a eu lieu le 20 mai ; il est remporté par Tomislav Nikolić.

## Contexte
L'élection présidentielle de 2012 fait suite à la démission du président Boris Tadić, neuf mois avant la fin de son mandat de façon à permettre un vote commun. La présidente de l'Assemblée nationale de Serbie, Slavica Đukić Dejanović, est alors devenue présidente par intérim.
Cette élection est la première depuis la déclaration d'indépendance unilatérale du Kosovo en 2008, depuis l'arrestation des derniers fugitifs serbes Ratko Mladić, Radovan Karadžić et Goran Hadžić, extradés pour être jugés par le Tribunal pénal international pour l'ex-Yougoslavie et depuis l'acquisition par la Serbie du statut de candidat officiel à l'entrée dans l'Union européenne, le 2 mars 2012.

## 1ertour

### Candidats
Les candidats présumés sont les suivants :
- Boris Tadić[5], chef du Parti démocrate, qui concourt pour son troisième mandat consécutif depuis 2004 (le second depuis la dissolution de la Communauté d'États de Serbie-et-Monténégro en 2006) ;
- Muamer Zukorlic[6], mufti de la communauté islamique
- Tomislav Nikolić[7], chef du Parti progressiste serbe (SNS) ; il a participé quatre fois à l'élection présidentielle et perdu deux fois au second tour contre Boris Tadić ; il a remporté l'élection en 2003 mais cette élection a été annulée en raison du faible taux de participation (38,8 %);
- Ivica Dačić[8], chef du Parti socialiste de Serbie, ministre de l'Intérieur dans le gouvernement de Mirko Cvetković ; il s'était présenté à l'élection présidentielle serbe de 2004, arrivant en cinquième position, avec 125 952 voix, soit 4,04 % des suffrages[9] ;
- Čedomir Jovanović[10], le chef du Parti libéral-démocrate se présente à l'élection présidentielle pour la seconde fois ; à l'élection présidentielle serbe de 2008, il a obtenu 219 689 voix, soit 5,34 % des suffrages exprimés[11]. Parmi les candidats à cette élection, il fut le seul à se prononcer en faveur de l'indépendance du Kosovo[12].;
- Vojislav Koštunica[13], chef du Parti démocrate de Serbie (DSS), ancien président de la république fédérale de Yougoslavie (2000 – 2003) et ancien premier ministre de Serbie (2004 – 2008). Vojislav Koštunica participerait pour troisième fois à l'élection présidentielle ;
- István Pásztor[14], chef de l'Alliance des Magyars de Voïvodine. Déjà candidat lors de l'élection de 2008, il a recueilli 93 039 voix, soit 2,26 % des suffrages[11] ;
- Zoran Stanković[15], qui représente le Parti des régions de Serbie ;
- Jadranka Šešelj[16], qui représente le Parti radical serbe ; elle est la femme de Vojislav Šešelj, qui reste le chef du parti ; elle se présente pour la première fois à ce type d'élection ;
- Vladan Glišić[17], candidat pour le mouvement Dveri.

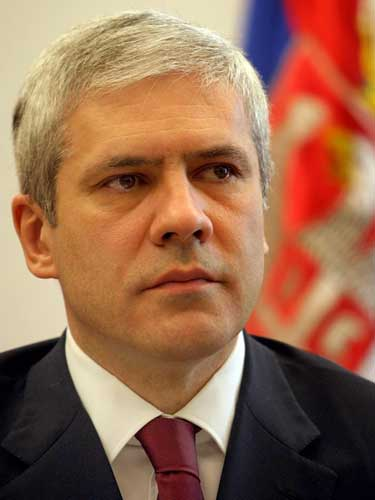
Boris Tadić.
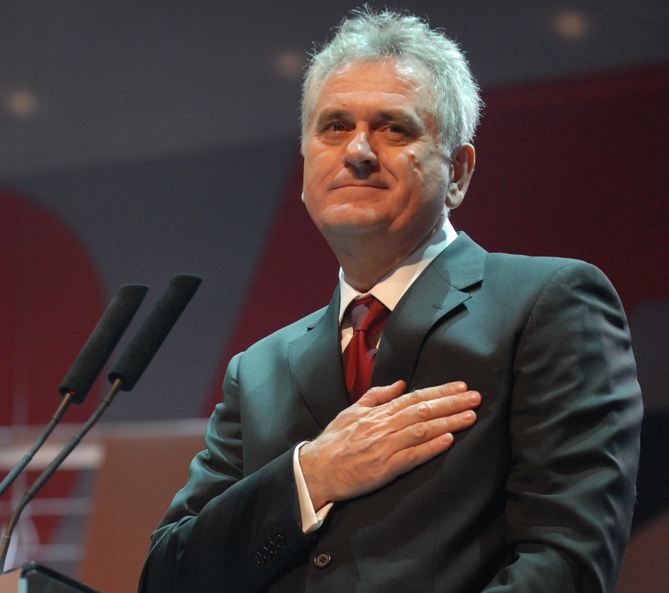
Tomislav Nikolić.
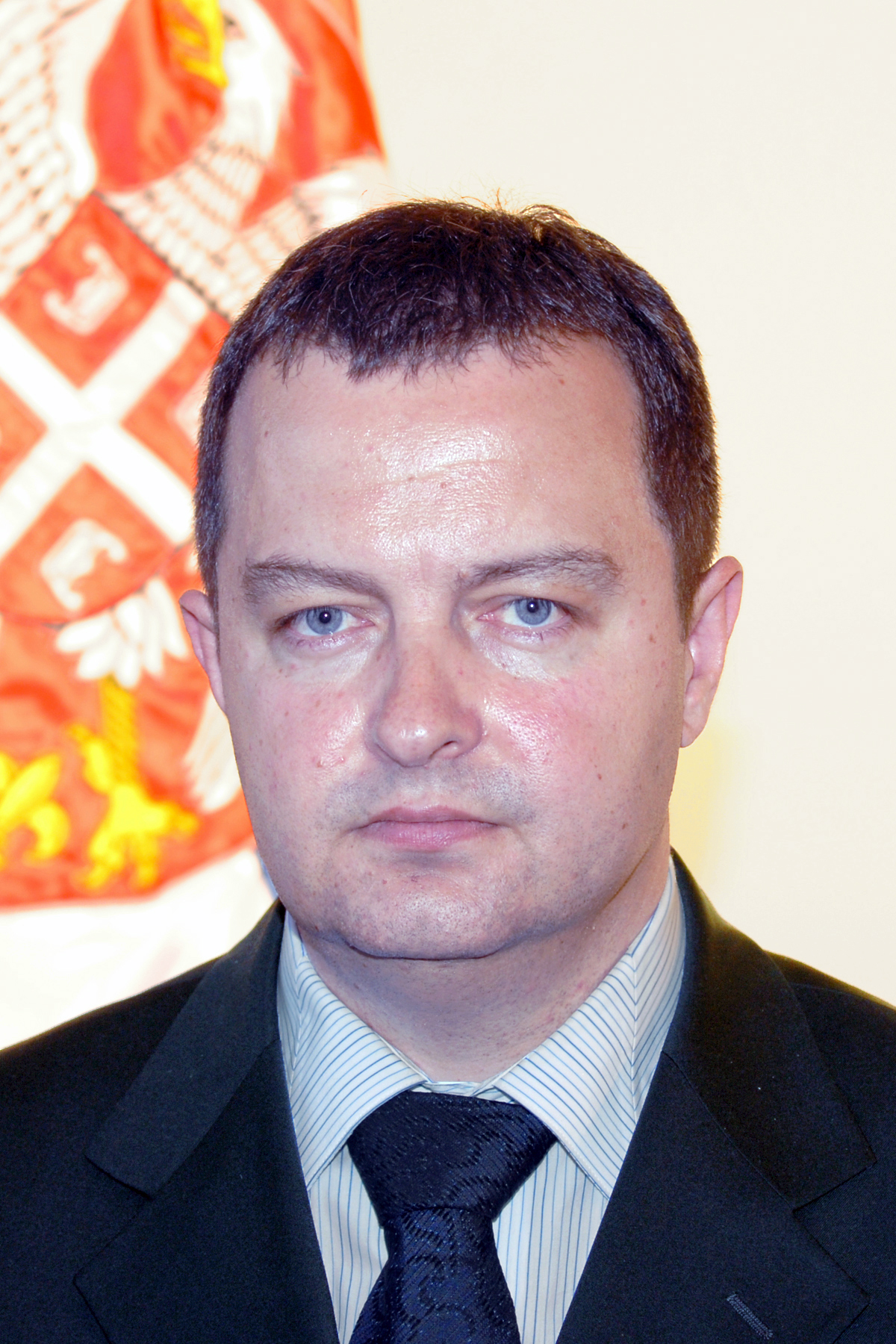
Ivica Dačić.
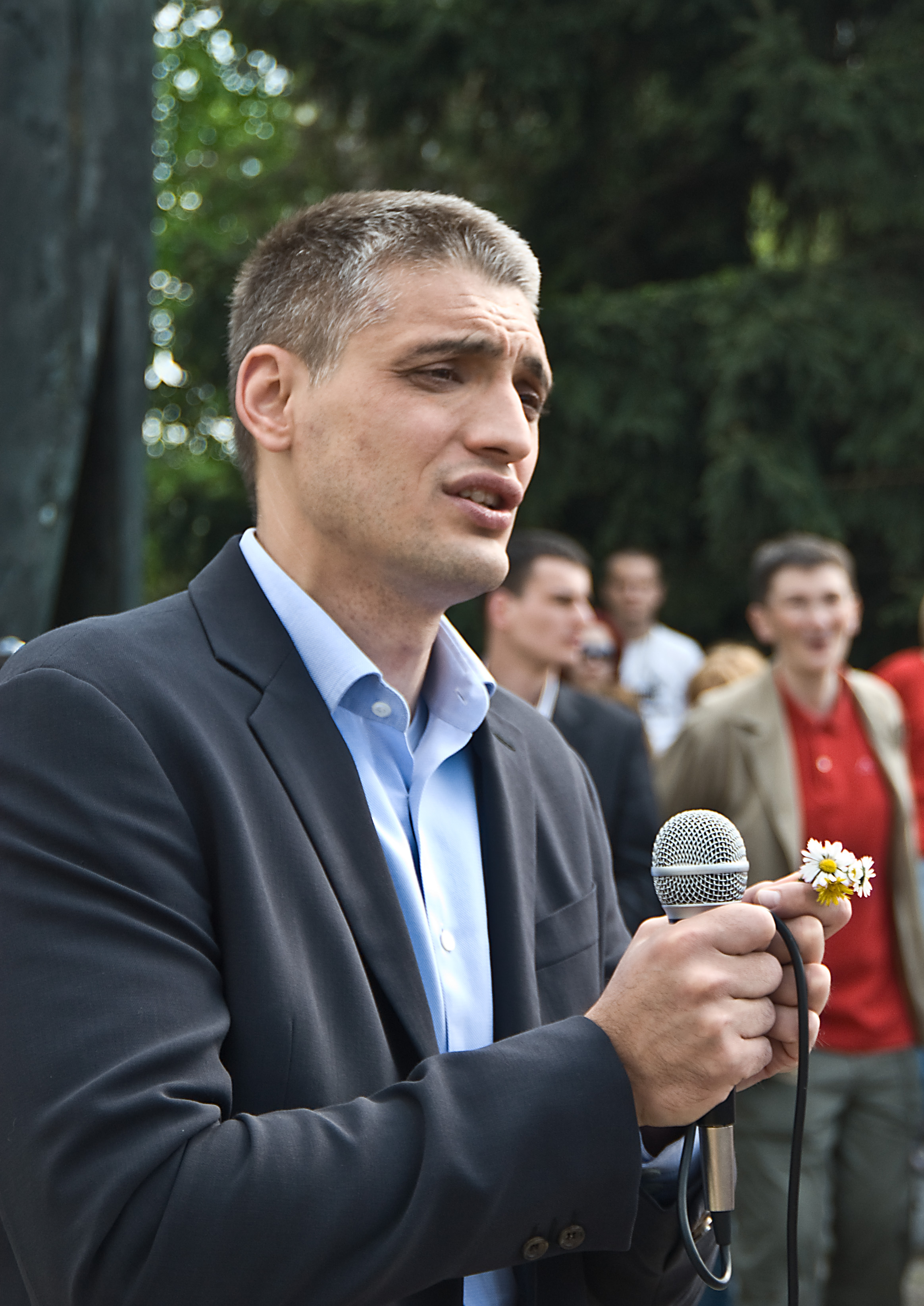
Čedomir Jovanović.
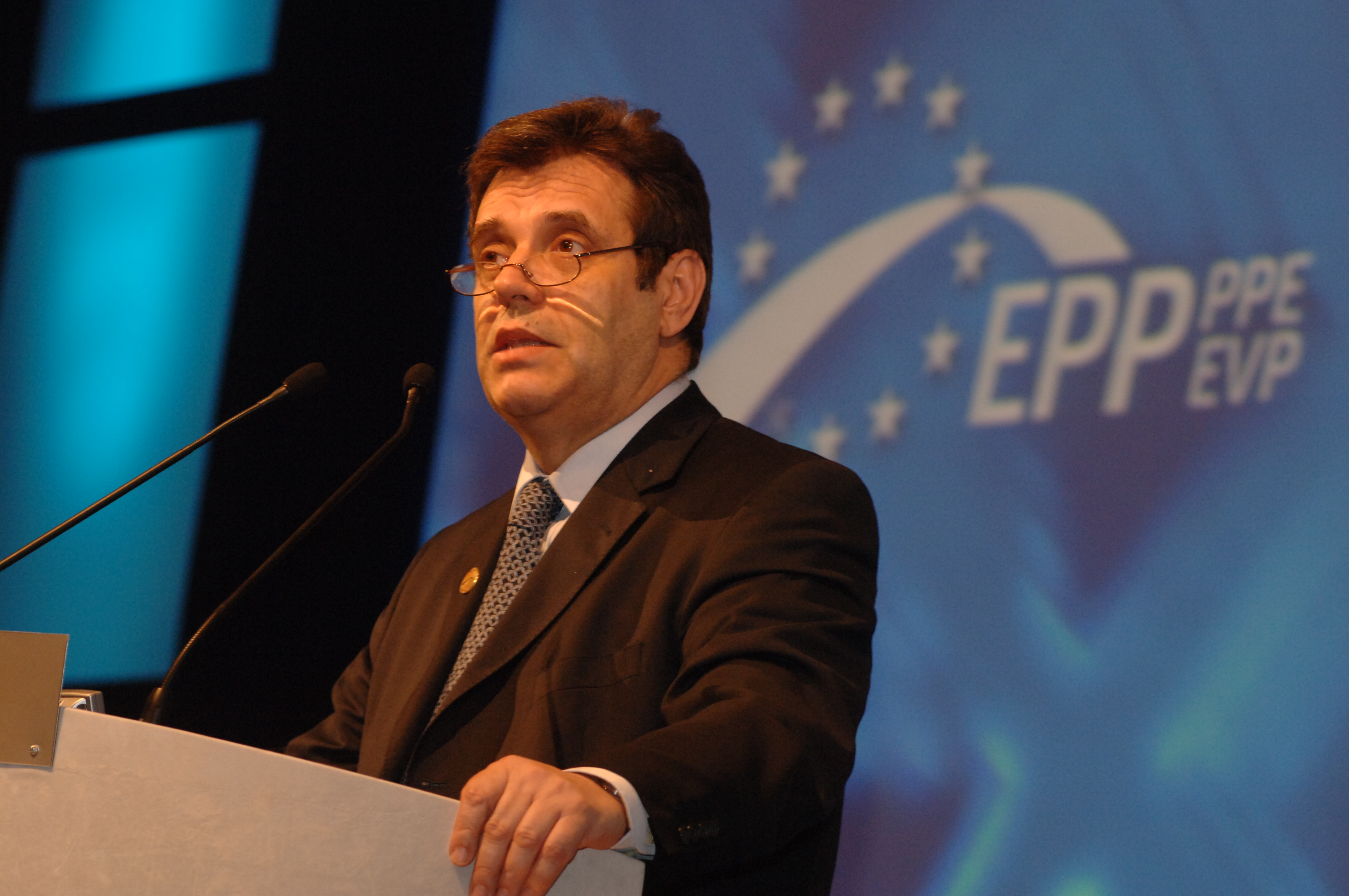
Vojislav Koštunica.
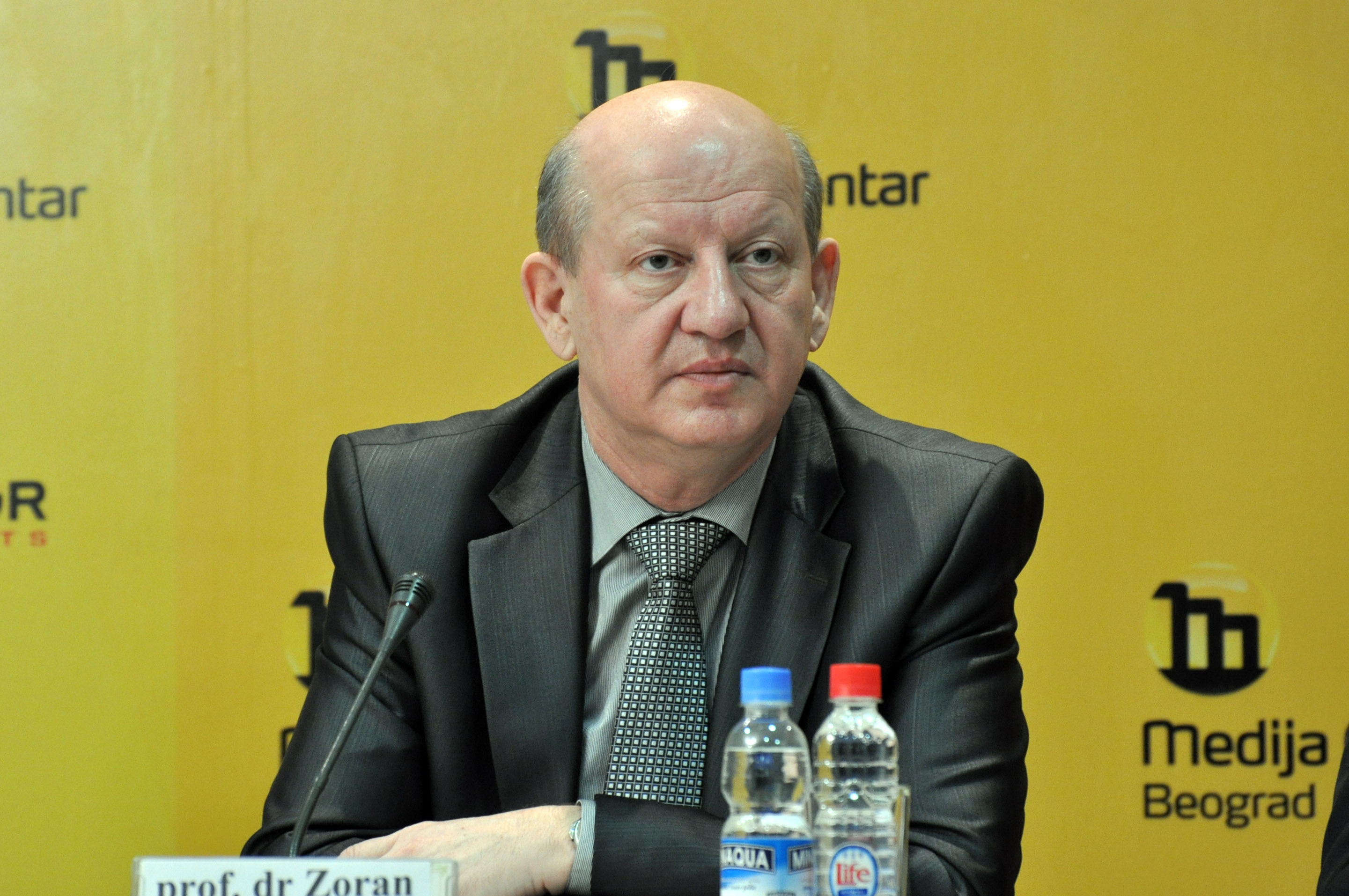
Zoran Stanković.
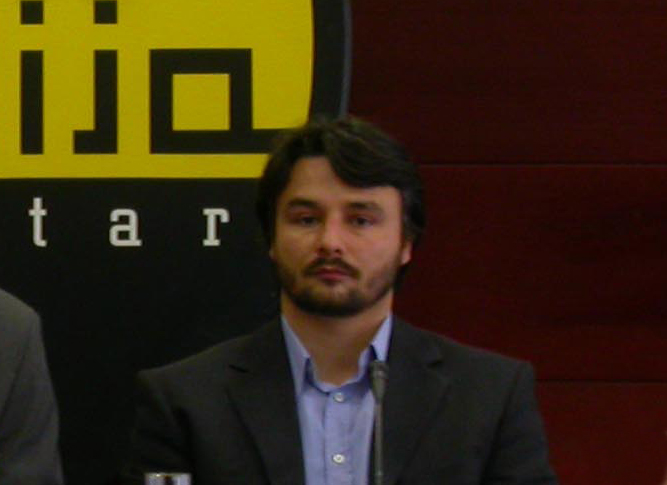
Vladan Glišić.

## 2dtour

### Candidats
Les candidats qualifiés pour le second tour sont Boris Tadić avec 26,8 % des voix et Tomislav Nikolić avec 25,6 % des suffrages. Nikolić l’emporte au second tour avec 49,4 % des suffrages.